# Morfologia (biologia)
Morfologia – dział biologii, nauka o kształtach oraz budowie organizmów.
W jej skład wchodzą:
- morfologia roślin
- morfologia zwierząt
  - anatomia człowieka
- morfologia grzybów
- morfologia bakterii
  - kształt bakterii